# دانیلا دارکورت
دانیلا آلخاندرا دارکورت اسکورا ( لا ویکتوریا ، لیما ؛ زاده ۲۰ آوریل ۱۹۹۶) خواننده، ترانه سرا و رقاص پرویی می باشد.
دانیلا در سرآغاز موسیقی خودش در مسابقه های استعدادیابی گوناگون شرکت نمود. در همان وقت دانیلا به انان وسوسه کننده هستند، یک ارکستر سالسا پرو افزون گردید که ۲ سال در آن خدمت نمود و بعد از این به عنوان یک خواننده به پیشه خود راه پیدا کرد.
«احیانا»، «خدا نگهدار عشق» و « آقای دروغ » بعضی از نام های ترانه های دانیلا بوده‌اند که مقدار کثیری از پیشوازی را داشته اند، دومی در سال ۲۰۱۹ جایزه لوس را در قسمت ((هیت سال)) کسب نمود. نخستین مجموعه هنرگاهی دانیلا به نام (( منم )) در سال ۲۰۱۹ سال انتشار پیدا کرد.
دانیلا در دو فصل از برنامه هنرمند سال شرکت کرد و در هر دو نوبت خودش را با نام قهرمان معرفی نمود. دانیلا همچنین عضو هیئت داوران با عنوان من کودک هستم و مربی صدا حرفه ای صدای ارشدو صدای کودکان بوده است.

## سال های ابتدایی
دانیلا در ۲۰ آوریل ۱۹۹۶ متولد شد و تمام دوران کودکی خودش را به همراه ۵ خواهر در محله ال پورونیر در منطقه لا ویکتوریا در لیما طی نمود. دانیلا با خانواده ای اندکی ناکار آمد، در هشت سالگی با یکی از همکلاسی هایش شروع به کار کرد، هنگامی که از آنان درخواست شد در میهمانی های کودکانه رقص نمایند،
در سال ۲۰۰۴ در دانشگاه ملی موسیقی پرو در رشته خوانندگی و موسیقی تحصیل نمود و بعد از این در سال ۲۰۰۶ در مرکز فرهنگی سن مارکوس رشته باله را آموخت. 

## نژاد

### ۲۰۰۸-۲۰۱۸: آغاز در موسیقی و آنان وسوسه هستند
در سال ۲۰۰۸، در دانیلا سن ۱۲ سالگی، وی به برنامه شنبه های گرمسیری ، مسابقه خوانندگی دعوت گردید که پیروز آن برنامه بود. بعدها دانیلا قسمتی از گروه کر فرشته ها متعلق به ماریتا کابانیلاس بود که با وی تعداد کثیری کلیسا، پیشامد ها و برنامه های تلویزیونی در لیما را صید نمود.
دانیلا در سن ۱۷ سالگی در فصل ۲ برنامه پرو استعداد دارد در سال ۲۰۱۳ شرکت نمود و  به مرحله نیمه نهایی راه یافت. 
دانیلا، بعد از جلسه های بسیاری با تهیه کننده ها، در سال ۲۰۱۶ به گروه موزیکال زن سالسا سون اضافه شد و بعد از این از۲ سال که یکی از خواننده های اصلی گروه سالسا بود، این تصمیم را گرفت که بازنشسته شود و مسیر خودش را در حرفه تک نفری خود به گشاید. 

### ۲۰۱۸-۲۰۱۹: آغاز به عنوان یک هنرمند خودی
پس از ترک نمودن آنان وسوسه هستند، در سال ۲۰۱۸، دانیلا کار خودش را به عنوان تک نواز شروع نمود و در نمایش هایی همانند دانیلا دارکورت و ارکستر دیده شد. نخستین عرضه رسمی دانیلا در خانه سس انجام گرفت.
دانیلا در آگوست ۲۰۱۸ آهنگ خودش را به اسم"احیانا" انتشار نمود.  در ۲۰۱۸ ، دانیلا ۲ بار در برنامه استعدادیابی هنرمند سال به میزبانی گیزلا والکارسل شرکت نمود. دانیلا پیروز مطلق فصل دوم بود.  دوباره در همان سال و در فصل سوم ( هنرمند سال : دوتایی کامل ) با خواننده پدرو لولی به رقابت کردن پرداخت و هر دو پیروز شدند. 
دانیلا از راه اینستاگرام خودش در تاریخ ۱۸ ژانویه ۲۰۱۹ خبر داد که به دلیل بازداشته شدن مایعات برای یک اورژانس در بیمارستان بستری گردیده شده.  در انتهای همان ماه، "چوراناندو" انتشار شد، یک همکاری موسیقایی که او با لگاردا انجام داد. 
در تاریخ ۱۴ فوریه ۲۰۲۰، دانیلا " آقای دروغ " را در گوشه استاد کریس تهیه کننده پورتوریکویی انتشار نمود. این ویدئو به کارگردانی دانیل رودریگز بوترو و تهیه کنندگی کینتوونکه آگنکیه، داستان یک فرد زندانی را نقل می کند که نقشش را دانیلا ایفا می نماید.  این آهنگ داخل لیست ترانه‌های تروپیکال بیلبورد شد و چندین هفته ساکن شد و به جایگاه ۱۳ دست یافت. 

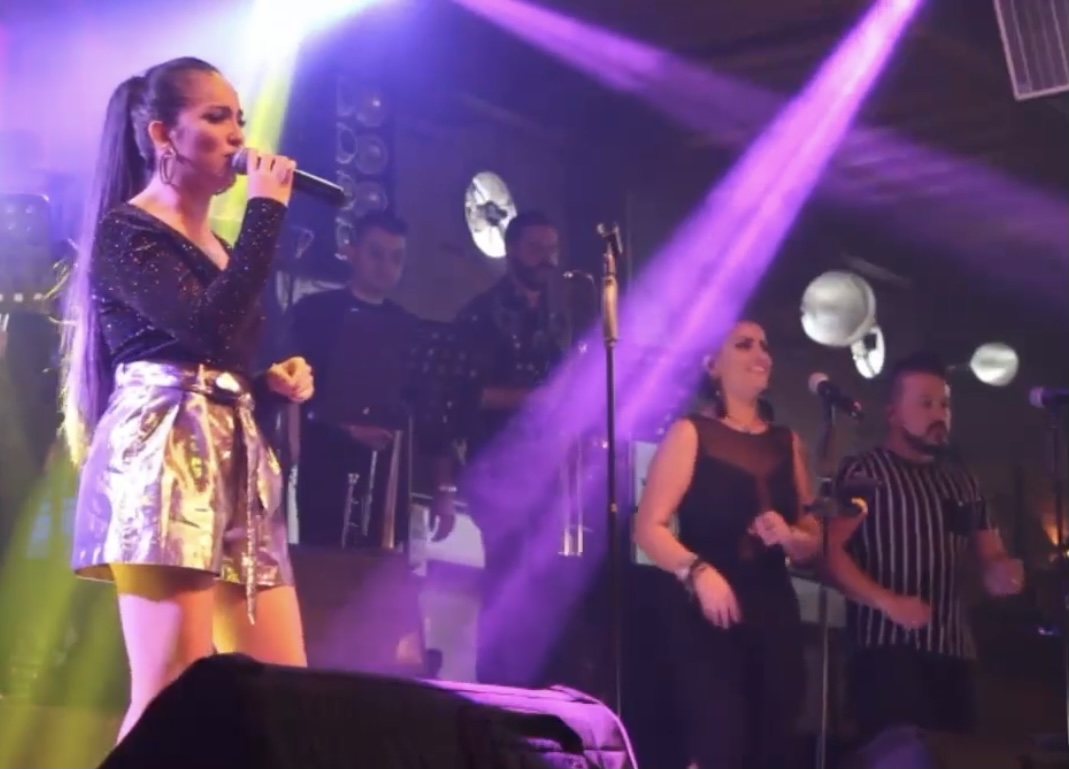
دانیلا در حین اجرای «خدا نگهدار عشق» در سال ۲۰۱۹

در تاریخ ۲۱ فوریه ۲۰۱۹ ، دانیلا در فرش قرمز جوایز مال ما ایجاد شده در میامی  شرکت نمود و ۵روز بعد، در تاریخ ۲۶ فوریه، نخستین کلیپ ویدیویی "خدا نگهدار عشق" را در کانال یوتیوب خودش منتشر نمود. 
دانیلا با ۲ کاندیدی در چهارمین دوره جوایز موسیقی لاتین گرما در هتل هارد راک در پونتا کانا در تاریخ ۱۳ می ۲۰۱۹ دیده شد، دانیلا هیچ جایزه‌ای را کسب ننمود، با این شرایط اجرای "آقای دروغ" را انجام نمود. 